# Young Galaxy

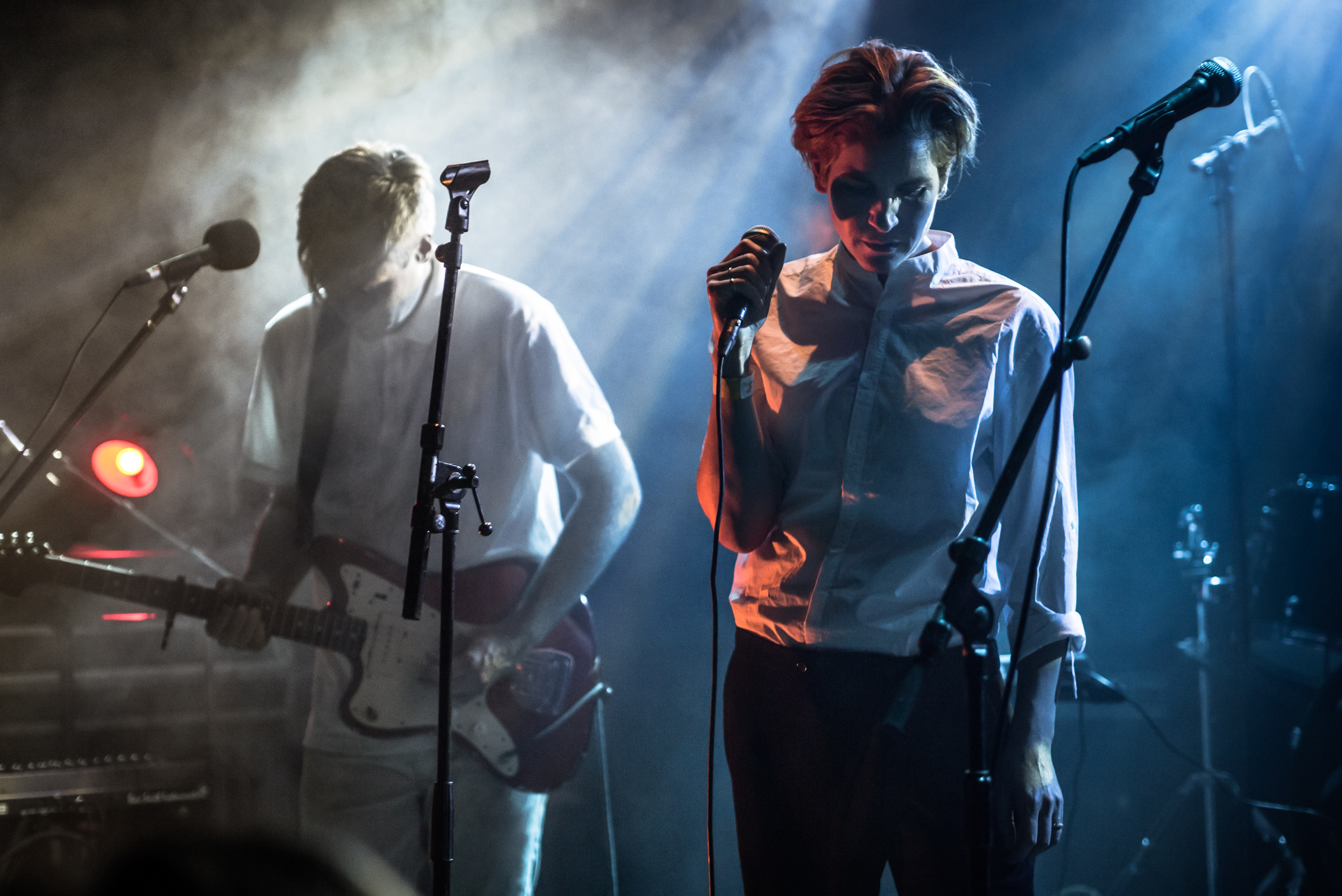
Young Galaxy

Young Galaxy ist eine kanadische Indie-Pop/Dream-Pop-Band, die 2005 in Vancouver gegründet wurde und deren Mitglieder das Ehepaar Stephen Ramsay und Catherine McCandless sind.

## Geschichte
Young Galaxy wurde in Vancouver als Duo bestehend aus Stephen Ramsay und Catherine McCandless gegründet. Ihr Sound wurde als dem der Bands Slowdive, Galaxie 500 und Luna sowie Pink Floyd und Spiritualized ähnlich beschrieben. Die Band tourte durch Kanada, die USA und Europa und waren aus Vorgruppe für Arcade Fire, Peter Bjorn and John, Stars und Death Cab for Cutie. Später zogen sie nach Montreal, wo sie ihr selbstbetiteltes Debüt aufnahmen. Das Album wurde am 24. April 2007 auf dem Label Arts & Crafts veröffentlicht. Das Lied „Come and See“ aus dem ersten Album ist auf dem Soundtrack zum Film Ganz weit hinten enthalten.
Sie nahmen ihr zweites Album, Invisible Republic, in Montreal im Hotel2Tango-Studio mit Radwan Moumneh (A Silver Mt. Zion, Pas Chic Chic) und in den Breakglass Studios mit Jace Lasek von The Besnard Lakes auf. Invisible Republic wurde am 25. August 2009 veröffentlicht. Es wurde von Tony Doogan (Mogwai, Belle & Sebastian, Snow Patrol) in Glasgow, Schottland, gemischt. Anschließend wurde es im Juli 2010 in den USA von Paper Bag Records veröffentlicht und erhielt eine Longlist-Nominierung für den Polaris Music Prize 2010. Im Herbst 2010 folgte mit der YG No Art EP, einer EP mit unveröffentlichten Titeln und Remixen aus den Invisible Republic-Sessions.
Ihr drittes Album, Shapeshifting, wurde von Dan Lissvik von der Band Studio in Göteborg, Schweden, produziert. Das Album wurde im Februar 2011 auf Paper Bag Records und im April 2011 in Europa über das norwegische Label Smalltown Supersound veröffentlicht. Das Album stand 2011 auf der Longlist des Polaris Music Prize und schaffte es auf viele Jahresendlisten. Kurz nach der Veröffentlichung von Shapeshifting wurden zwei Remix-EPs für die Singles dieses Albums, „Cover Your Tracks“ und „We Have Everything“, veröffentlicht und enthielten Remixe von Bands und Produzenten, die mit Young Galaxy befreundet sind. Anschließend wurde mit „Versus“ eine weitere kostenlose Remix-EP veröffentlicht, auf der Young Galaxy Songs ihrer Freunde in anderen Bands remixte.

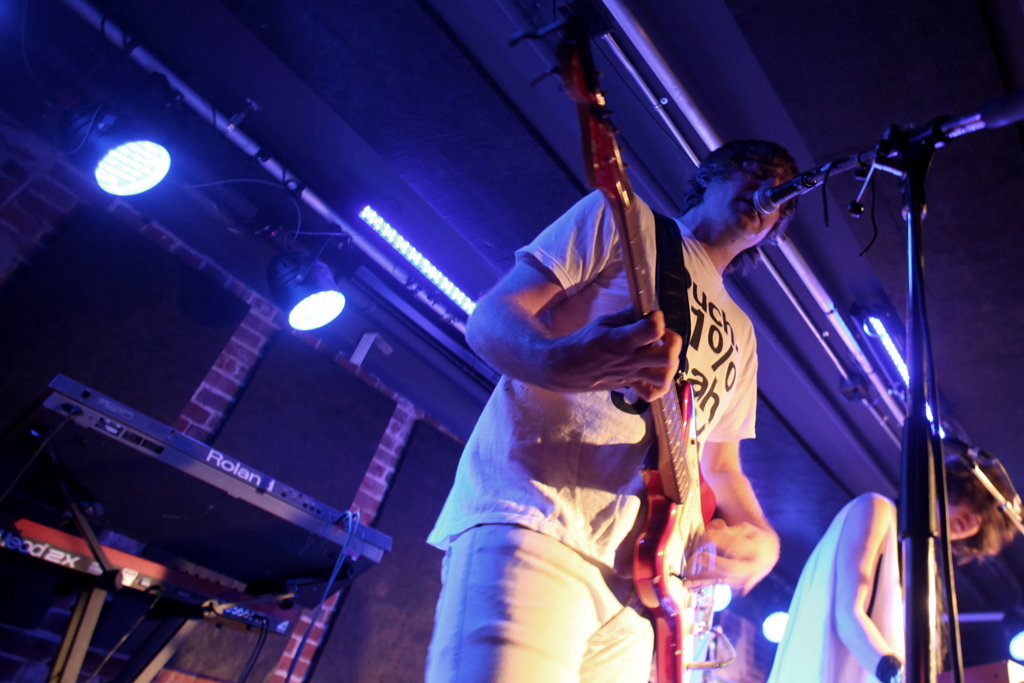
Young Galaxy Live in Vancouver (2011)

Das vierte Album von Young Galaxy, Ultramarine, wurde am 23. April 2013 veröffentlicht. Im Juni 2013 wurde das Album für den Polaris Music Prize 2013 nominiert. Dies war ihr erstes Album, bei dem der gesamte Lead-Gesang ausschließlich von McCandless gesungen wurde.
Ihr fünftes Album Falsework wurde am 30. Oktober 2015 veröffentlicht und von Dan Lissvik produziert.
Im Jahr 2017 veröffentlichte die Band zwei Singles, „Stay for Real“ und „Elusive Dream“.
Am 10. Januar 2018 kündigte Young Galaxy ihr neues Album, „Down Time“, zusammen mit der ersten Single „Under My Wing“ an. Es wurde am 6. April 2018 veröffentlicht. Im September desselben Jahres veröffentlichten sie ihre Snow Leopard EP und kündigten eine unbestimmte Pause an.

## Diskografie
Alben
- 2007: Young Galaxy
- 2009: Invisible Republic
- 2011: Shapeshifting
- 2013: Ultramarine
- 2015: Falsework
- 2018: Down Time

EPs
- 2006: Swing Your Heartache
- 2010: YG No Art
- 2011: Cover Your Tracks
- 2011: We Have Everything
- 2011: Versus
- 2012: Shoreless Kid/Youth Is Wasted on the Young (7" single)
- 2018: Snow Leopard